# Rozénite
La rozénite est un minéral, sulfate de fer ferreux tétrahydraté, Fe2+SO4•4(H2O). Il appartient et a donné son nom au groupe de la rozénite.
Il s'agit d'un minéral secondaire, formé sous une faible humidité et à moins de 21 °C par l'altération de la mélantérite exempte de cuivre, Fe2+SO4•7(H2O), qui est elle-même un produit d'altération post-minier de la pyrite ou de la marcassite. On la trouve également dans des sédiments lacustres et des veines de charbon. Les minéraux associés comprennent la mélantérite, l'epsomite, la jarosite, le gypse, le soufre, la pyrite, la marcassite et la limonite.
Elle fut décrite pour la première fois en 1960 pour une occurrence sur le mont Ornak, chaîne des Tatras occidentales, Małopolskie, Pologne. Elle est nommée d'après le minéralogiste polonais Zygmunt Rozen (1874–1936),.